# 中川惣一
中川 惣一（なかがわ そういち、1956年4月7日 -　）は、広島県三原市出身の元プロ野球選手である。ポジションは捕手。

## 来歴・人物
福山工業高校在学中の1974年11月、ドラフト会議で地元球団である広島東洋カープから2位指名を受け、卒業後に入団。
カープに8年間在籍したが、一軍公式戦の出場機会は得られず1982年オフに引退した。

## 詳細情報

### 年度別打撃成績
- 一軍公式戦出場なし

### 背番号
- 51 （1975年 - 1982年）